# F3 giapponese 2010

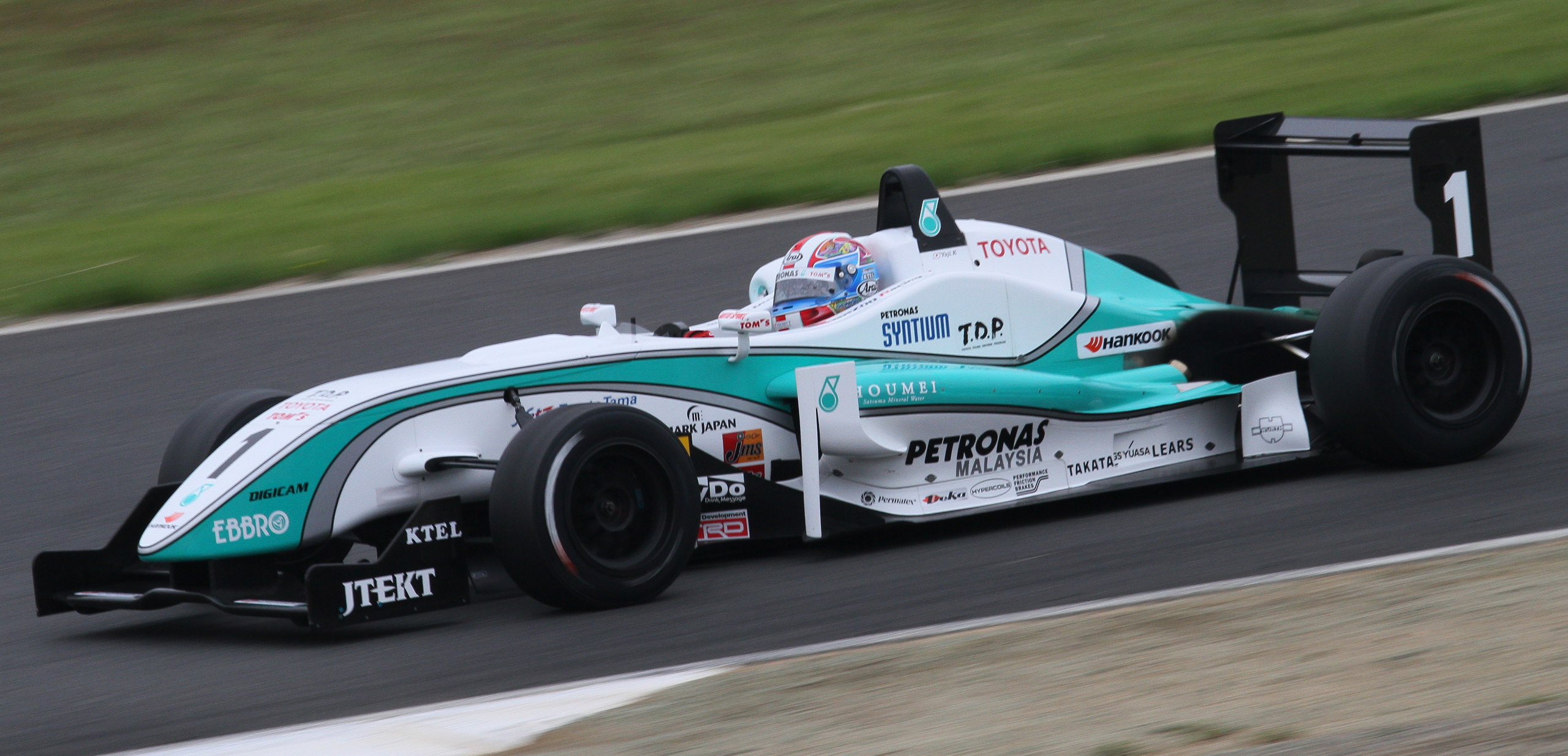
Yuji Kunimoto vinse le prime dieci del campionato.

La stagione 2010 dell'All-Japan Formula 3 è stata la 32ª del campionato giapponese di Formula 3. Iniziò il 17 aprile e terminò il 17 ottobre. Il campionato è stato deciso nella gara tenuta a Okayama a settembre, con Yuji Kunimoto capace di assicurarsi il titolo con cinque gare d'anticipo. Kunimoto ha vinto le prime dieci gare del campionato, prima di giungere secondo dietro a Rafael Suzuki in gara 11. La TOM's si è aggiudicata il titolo per le scuderie e quello per i motoristi.

## Piloti e team
Una lista di partecipanti venne pubblicata il 10 marzo 2010.
| Team                             | Telaio                  | No | Pilota               | Classe | Gare   |
| -------------------------------- | ----------------------- | -- | -------------------- | ------ | ------ |
| Petronas Team TOM'S TOM'S Spirit | F308 Toyota 1AZ-FE      | 1  | Yuji Kunimoto        | C      | Tutte  |
| Petronas Team TOM'S TOM'S Spirit | F308 Toyota 1AZ-FE      | 36 | Rafael Suzuki        | C      | Tutte  |
| Petronas Team TOM'S TOM'S Spirit | F306 Toyota 3S-GE       | 37 | Naoya Gamou          | N      | Tutte  |
| Toda Racing                      | F308 Mugen-Honda MF204C | 2  | Alexandre Imperatori | C      | Tutte  |
| Hanashima Racing                 | F308 Toyota 1AZ-FE      | 5  | Hiroki Yoshida       | C      | 1–2    |
| Hanashima Racing                 | F308 Toyota 1AZ-FE      | 5  | Katsuaki Kubota      | C      | 3–4    |
| Hanashima Racing                 | F308 Toyota 1AZ-FE      | 5  | Hideki Yamauchi      | C      | 5–8    |
| Hanashima Racing                 | F306 Toyota 3S-GE       | 6  | Katsuaki Kubota      | N      | 7      |
| Hanashima Racing                 | F306 Toyota 3S-GE       | 6  | Hiroki Yoshida       | N      | 8      |
| HFDP Racing                      | F307 Toyota 3S-GE       | 7  | Kazuki Miura         | N      | Tutte  |
| HFDP Racing                      | F307 Toyota 3S-GE       | 8  | Takashi Kobayashi    | N      | Tutte  |
| ThreeBond Racing                 | F308 Nissan SR20VE      | 12 | Yuhi Sekiguchi       | C      | Tutte  |
| Aim Sports                       | F307/305 Toyota 3S-GE   | 18 | Tsubasa Mekaru       | N      | 1–5    |
| Achievement by KCMG              | F307 Toyota 3S-GE       | 19 | Yoshitaka Kuroda     | N      | Tutte  |
| Achievement by KCMG              | F306 Toyota 3S-GE       | 20 | Gary Thompson        | N      | Tutte  |
| Achievement by KCMG              | F305 Toyota 3S-GE       | 21 | Hajime Oonami        | N      | 1–3    |
| Achievement by KCMG              | F305 Toyota 3S-GE       | 21 | Yousuke Morishita    | N      | 4, 7   |
| Team Nova                        | F306 3S-GE              | 22 | Daiki Sasaki         | N      | Tutte  |
| Team Nova                        | F306 3S-GE              | 23 | Kimiya Satō          | N      | Tutte  |
| Denso Team Le Beausset           | F308 Toyota 1AZ-FE      | 62 | Kōki Saga            | C      | Tutte  |
| Denso Team Le Beausset           | F305 Toyota 3S-GE       | 63 | Katsumasa Chiyo      | N      | Tutte  |
| CMS Motor Sports Project         | F306 Toyota 3S-GE       | 77 | Hiroshi Koizumi      | N      | 1, 4–5 |
| CMS Motor Sports Project         | F306 Toyota 3S-GE       | 77 | Tatsuru Noro         | N      | 2–3, 7 |

| Icona | Classe     |
| ----- | ---------- |
| C     | Campionato |
| N     | Nazionale  |

- Tutte le vetture sono Dallara.

## Risultati e classifiche

### Risultati
| Gara | Gara | Circuito  | Pole Position   | Giro veloce    | Vincitore       | Vettura        | Team                   |
| ---- | ---- | --------- | --------------- | -------------- | --------------- | -------------- | ---------------------- |
| 1    | G1   | Suzuka    | Yuji Kunimoto   | Yuji Kunimoto  | Yuji Kunimoto   | Dallara-Toyota | Petronas Team TOM'S    |
| 1    | G2   | Suzuka    | Kōki Saga       | Yuji Kunimoto  | Yuji Kunimoto   | Dallara-Toyota | Petronas Team TOM'S    |
| 2    | G1   | Motegi    | Yuji Kunimoto   | Yuji Kunimoto  | Yuji Kunimoto   | Dallara-Toyota | Petronas Team TOM'S    |
| 2    | G2   | Motegi    | Yuji Kunimoto   | Yuji Kunimoto  | Yuji Kunimoto   | Dallara-Toyota | Petronas Team TOM'S    |
| 3    | G1   | Fuji      | Yuji Kunimoto   | Yuji Kunimoto  | Yuji Kunimoto   | Dallara-Toyota | Petronas Team TOM'S    |
| 3    | G2   | Fuji      | Yuji Kunimoto   | Yuji Kunimoto  | Yuji Kunimoto   | Dallara-Toyota | Petronas Team TOM'S    |
| 4    | G1   | Fuji      | Yuji Kunimoto   | Yuji Kunimoto  | Yuji Kunimoto   | Dallara-Toyota | Petronas Team TOM'S    |
| 4    | G2   | Fuji      | Yuji Kunimoto   | Yuji Kunimoto  | Yuji Kunimoto   | Dallara-Toyota | Petronas Team TOM'S    |
| 5    | G1   | Motegi    | Yuji Kunimoto   | Yuhi Sekiguchi | Yuji Kunimoto   | Dallara-Toyota | Petronas Team TOM'S    |
| 5    | G2   | Motegi    | Yuji Kunimoto   | Yuji Kunimoto  | Yuji Kunimoto   | Dallara-Toyota | Petronas Team TOM'S    |
| 6    | G1   | Okayama   | Hideki Yamauchi | Yuhi Sekiguchi | Rafael Suzuki   | Dallara-Toyota | Petronas Team TOM'S    |
| 6    | G2   | Okayama   | Rafael Suzuki   | Rafael Suzuki  | Rafael Suzuki   | Dallara-Toyota | Petronas Team TOM'S    |
| 7    | G1   | Sugo      | Hideki Yamauchi | Yuhi Sekiguchi | Rafael Suzuki   | Dallara-Toyota | Petronas Team TOM'S    |
| 7    | G2   | Sugo      | Hideki Yamauchi | Yuji Kunimoto  | Hideki Yamauchi | Dallara-Toyota | Hanashima Racing       |
| 8    | G1   | Autopolis | Hideki Yamauchi | Kōki Saga      | Kōki Saga       | Dallara-Toyota | Denso Team Le Beausset |
| 8    | G2   | Autopolis | Hideki Yamauchi | Kōki Saga      | Kōki Saga       | Dallara-Toyota | Denso Team Le Beausset |

- Tutte le corse sono disputate in Giappone.

### Classifica Piloti
I punti sono assegnati secondo lo schema seguente:
| Punti | 10 | 7 | 5 | 3 | 2 | 1 | 1 | 1 |

| Pos              | Pilota               | SUZ        | SUZ        | MOT        | MOT        | FUJ        | FUJ        | FUJ        | FUJ        | MOT        | MOT        | OKA        | OKA        | SUG        | SUG        | AUT        | AUT        | Punti      |
| Campionato       | Campionato           | Campionato | Campionato | Campionato | Campionato | Campionato | Campionato | Campionato | Campionato | Campionato | Campionato | Campionato | Campionato | Campionato | Campionato | Campionato | Campionato | Campionato |
| ---------------- | -------------------- | ---------- | ---------- | ---------- | ---------- | ---------- | ---------- | ---------- | ---------- | ---------- | ---------- | ---------- | ---------- | ---------- | ---------- | ---------- | ---------- | ---------- |
| 1                | Yuji Kunimoto        | 1          | 1          | 1          | 1          | 1          | 1          | 1          | 1          | 1          | 1          | 2          | 4          | 3          | 4          | 5          | Rit        | 139        |
| 2                | Yuhi Sekiguchi       | 5          | 4          | 2          | 3          | 2          | 3          | 2          | 4          | 2          | 2          | 3          | 2          | Rit        | 11         | 3          | 2          | 81         |
| 3                | Rafael Suzuki        | 4          | 3          | 5          | 4          | 3          | 2          | 3          | 2          | 6          | 4          | 1          | 1          | 1          | 3          | NQ         | NQ         | 78         |
| 4                | Kōki Saga            | 2          | 2          | 4          | 7          | 5          | 5          | 5          | 5          | 4          | 6          | 4          | 5          | 15         | 2          | 1          | 1          | 68         |
| 5                | Alexandre Imperatori | 3          | 17         | 3          | 2          | 4          | 4          | 4          | 3          | 5          | 5          | 5          | 6          | 4          | 5          | 4          | 3          | 52         |
| 6                | Hideki Yamauchi      |            |            |            |            |            |            |            |            | 3          | 3          | 8          | 3          | 2          | 1          | 2          | Ret        | 45         |
| 7                | Hiroki Yoshida       | 6          | 5          | 6          | 14         |            |            |            |            |            |            |            |            |            |            |            |            | 5          |
| 8                | Katsuaki Kubota      |            |            |            |            | 8          | 9          | 16         | 11         |            |            |            |            |            |            |            |            | 4          |
| Classe nazionale |                      |            |            |            |            |            |            |            |            |            |            |            |            |            |            |            |            |            |
| 1                | Takashi Kobayashi    | 7          | 6          | 8          | 5          | 6          | 6          | 8          | 7          | 8          | 11         | 7          | 8          | 7          | 10         | 6          | Rit        | 124        |
| 2                | Naoya Gamou          | 12         | 8          | Rit        | 6          | 7          | 7          | 10         | 6          | 7          | 7          | 6          | 7          | 5          | 6          | Rit        | 4          | 121        |
| 3                | Katsumasa Chiyo      | 8          | 7          | 7          | 10         | 14         | Rit        | 7          | 9          | 12         | 9          | 11         | 9          | 9          | 9          | 9          | 5          | 66         |
| 4                | Kimiya Satō          | 10         | 11         | Rit        | 8          | 9          | SQ         | 6          | 8          | 10         | 13         | 12         | 11         | Rit        | 7          | Rit        | Rit        | 43         |
| 5                | Gary Thompson        | 13         | 12         | 10         | 9          | 10         | 10         | 9          | 13         | 13         | 8          | 10         | 14         | 11         | 8          | Rit        | 7          | 33         |
| 6                | Kazuki Miura         | 9          | 13         | 9          | Rit        | 12         | Rit        | 12         | 12         | 11         | 14         | 9          | 10         | 8          | 12         | Rit        | 6          | 31         |
| 7                | Daiki Sasaki         | 11         | 10         | 11         | Rit        | 11         | Rit        | 13         | 10         | 9          | 10         | 13         | 12         | 6          | Rit        | 10         | Rit        | 29         |
| 8                | Yoshitaka Kuroda     | 16         | 9          | 12         | 11         | 13         | 11         | 11         | 16         | 14         | 12         | Rit        | 13         | 10         | 13         | 7          | 9          | 18         |
| 9                | Hiroki Yoshida       |            |            |            |            |            |            |            |            |            |            |            |            |            |            | 8          | 8          | 7          |
| 10               | Tsubasa Mekaru       | 15         | 14         | 14         | 12         | 16         | 8          | NP         | NP         | NQ         | NQ         |            |            |            |            |            |            | 6          |
| 11               | Hajime Oonami        | 17         | 16         | 13         | 13         | 15         | 12         |            |            |            |            |            |            |            |            |            |            | 1          |
| 12               | Yousuke Morishita    |            |            |            |            |            |            | 14         | 14         |            |            |            |            | 12         | 14         |            |            | 0          |
| 13               | Tatsuru Noro         |            |            | Rit        | Rit        | 17         | 13         |            |            |            |            |            |            | 13         | 16         |            |            | 0          |
| 14               | Hiroshi Koizumi      | 14         | 15         |            |            |            |            | 15         | 15         | 15         | Rit        |            |            |            |            |            |            | 0          |
| 15               | Katsuaki Kubota      |            |            |            |            |            |            |            |            |            |            |            |            | 14         | 15         |            |            | 0          |
| Pos              | Pilota               | SUZ        | SUZ        | MOT        | MOT        | FUJ        | FUJ        | FUJ        | FUJ        | MOT        | MOT        | OKA        | OKA        | SUG        | SUG        | AUT        | AUT        | Punti      |

| Colore  | Risultato             |
| ------- | --------------------- |
| Oro     | Vincitore             |
| Argento | 2º posto              |
| Bronzo  | 3º posto              |
| Verde   | Finito a punti        |
| Blu     | Finito senza punti    |
| Viola   | Ritirato (Rit)        |
| Viola   | Non classificato (NC) |
| Rosso   | Non qualificato (NQ)  |
| Nero    | Squalificato (SQ)     |
| Bianco  | Non partito (NP)      |
| Bianco  | Non ha gareggiato     |
| Bianco  | Infortunato (INF)     |
| Bianco  | Escluso (ES)          |
| Bianco  | Gara cancellata (C)   |

### Classifica Scuderie
I punti sono assegnati secondo lo schema seguente:
| Punti | 10 | 7 | 5 | 3 | 2 | 1 |

Prende punti solo la prima vettura giunta al traguardo.
| Pos              | Team                     | SUZ        | SUZ        | MOT        | MOT        | FUJ        | FUJ        | FUJ        | FUJ        | MOT        | MOT        | OKA        | OKA        | SUG        | SUG        | AUT        | AUT        | Punti      |
| Campionato       | Campionato               | Campionato | Campionato | Campionato | Campionato | Campionato | Campionato | Campionato | Campionato | Campionato | Campionato | Campionato | Campionato | Campionato | Campionato | Campionato | Campionato | Campionato |
| ---------------- | ------------------------ | ---------- | ---------- | ---------- | ---------- | ---------- | ---------- | ---------- | ---------- | ---------- | ---------- | ---------- | ---------- | ---------- | ---------- | ---------- | ---------- | ---------- |
| 1                | Petronas Team TOM'S      | 1          | 1          | 1          | 1          | 1          | 1          | 1          | 1          | 1          | 1          | 1          | 1          | 1          | 3          | 5          | Rit        | 137        |
| 2                | ThreeBond Racing         | 5          | 4          | 2          | 3          | 2          | 3          | 2          | 4          | 2          | 2          | 3          | 2          | Rit        | 11         | 3          | 2          | 78         |
| 3                | Denso Team Le Beausset   | 2          | 2          | 4          | 7          | 5          | 5          | 5          | 5          | 4          | 6          | 4          | 5          | 15         | 2          | 1          | 1          | 65         |
| 4                | Toda Racing              | 3          | 17         | 3          | 2          | 4          | 4          | 4          | 3          | 5          | 5          | 5          | 6          | 4          | 5          | 4          | 3          | 52         |
| 5                | Hanashima Racing         | 6          | 5          | 6          | 14         | 8          | 9          | 16         | 11         | 3          | 3          | 8          | 3          | 2          | 1          | 2          | Rit        | 49         |
| Classe nazionale |                          |            |            |            |            |            |            |            |            |            |            |            |            |            |            |            |            |            |
| 1                | HFDP Racing              | 7          | 6          | 8          | 5          | 6          | 6          | 8          | 7          | 8          | 11         | 7          | 8          | 7          | 10         | 6          | 6          | 114        |
| 2                | TOM'S Spirit             | 12         | 8          | Rit        | 6          | 7          | 7          | 10         | 6          | 7          | 7          | 6          | 7          | 5          | 6          | Rit        | 4          | 109        |
| 3                | Denso Team Le Beausset   | 8          | 7          | 7          | 10         | 14         | Rit        | 7          | 9          | 12         | 9          | 11         | 9          | 9          | 9          | 9          | 5          | 64         |
| 4                | Team Nova                | 10         | 10         | 11         | 8          | 9          | Rit        | 6          | 8          | 9          | 10         | 12         | 11         | 6          | 7          | 10         | Rit        | 59         |
| 5                | Achievement by KCMG      | 13         | 9          | 10         | 9          | 10         | 10         | 9          | 13         | 13         | 8          | 10         | 13         | 10         | 8          | 7          | 7          | 44         |
| 6                | Hanashima Racing         |            |            |            |            |            |            |            |            |            |            |            |            | 14         | 15         | 8          | 8          | 7          |
| 7                | Aim Sports               | 15         | 14         | 14         | 12         | 16         | 8          | NP         | NP         | NQ         | NQ         |            |            |            |            |            |            | 5          |
| 8                | CMS Motor Sports Project | 14         | 15         | Rit        | Rit        | 17         | 13         | 15         | 15         | 15         | Rit        |            |            | 13         | 16         |            |            | 0          |
| Pos              | Team                     | SUZ        | SUZ        | MOT        | MOT        | FUJ        | FUJ        | FUJ        | FUJ        | MOT        | MOT        | OKA        | OKA        | SUG        | SUG        | AUT        | AUT        | Punti      |

### Classifica Motoristi
I punti sono assegnati secondo lo schema seguente:
| Punti | 10 | 7 | 5 | 3 | 2 | 1 |

Prende punti solo la prima vettura giunta al traguardo.
| Pos | Motorista        | SUZ | SUZ | MOT | MOT | FUJ | FUJ | FUJ | FUJ | MOT | MOT | OKA | OKA | SUG | SUG | AUT | AUT | Punti |
| --- | ---------------- | --- | --- | --- | --- | --- | --- | --- | --- | --- | --- | --- | --- | --- | --- | --- | --- | ----- |
| 1   | Toyota-TOM'S     | 1   | 1   | 1   | 1   | 1   | 1   | 1   | 1   | 1   | 1   | 1   | 1   | 1   | 3   | 5   | Rit | 137   |
| 2   | Toyota-Hanashima | 2   | 2   | 4   | 7   | 5   | 5   | 5   | 5   | 3   | 3   | 4   | 3   | 2   | 1   | 1   | 1   | 82    |
| 3   | Nissan-Tomei     | 5   | 4   | 2   | 3   | 2   | 3   | 2   | 4   | 2   | 2   | 3   | 2   | Rit | 11  | 3   | 2   | 78    |
| 4   | Mugen-Toda       | 3   | 17  | 3   | 2   | 4   | 4   | 4   | 3   | 5   | 5   | 5   | 6   | 4   | 5   | 4   | 3   | 52    |
| Pos | Motorista        | SUZ | SUZ | MOT | MOT | FUJ | FUJ | FUJ | FUJ | MOT | MOT | OKA | OKA | SUG | SUG | AUT | AUT | Punti |